# Pietro Cavallini

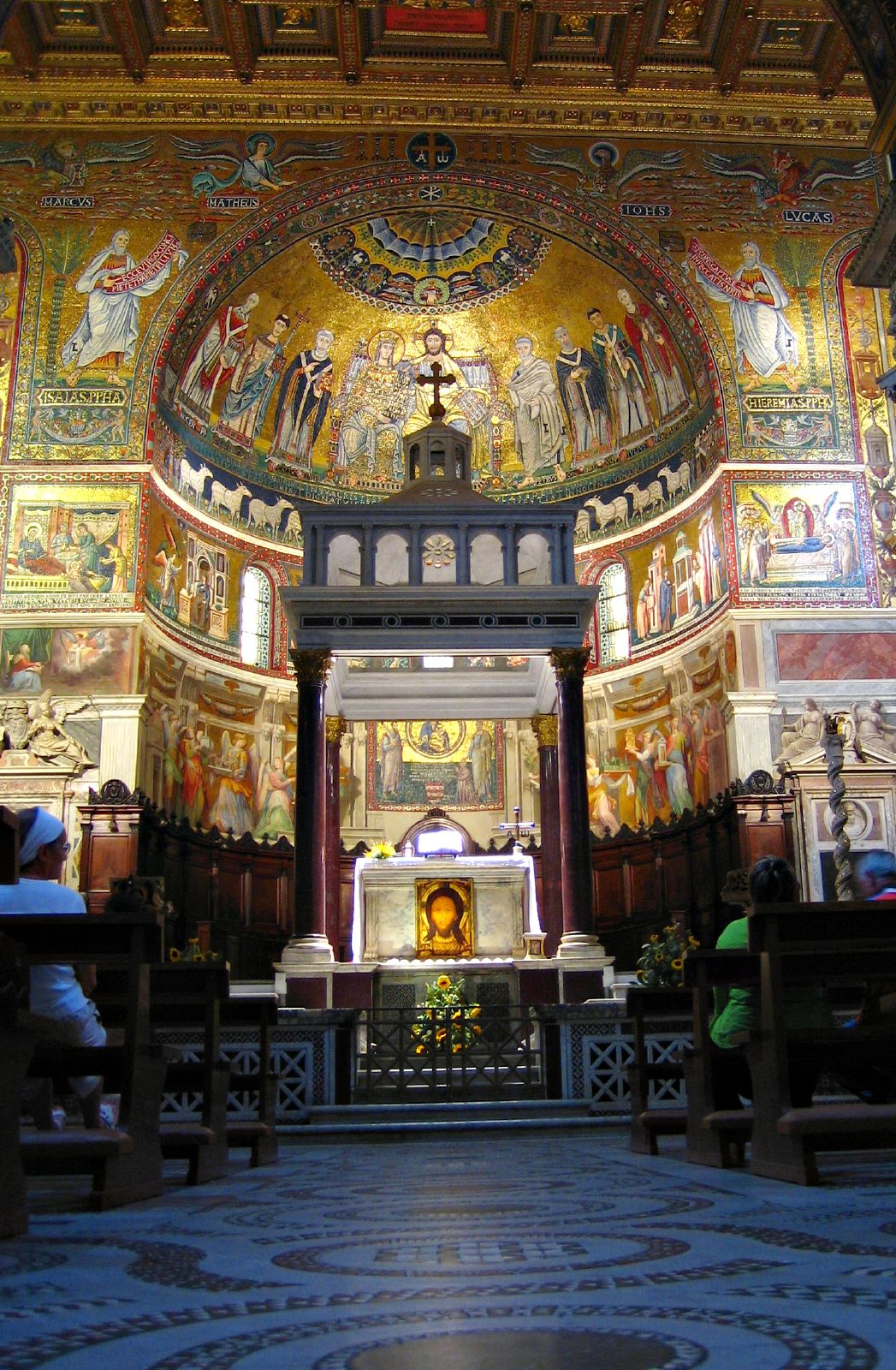
Santa Maria em Trastevere, visão interior.

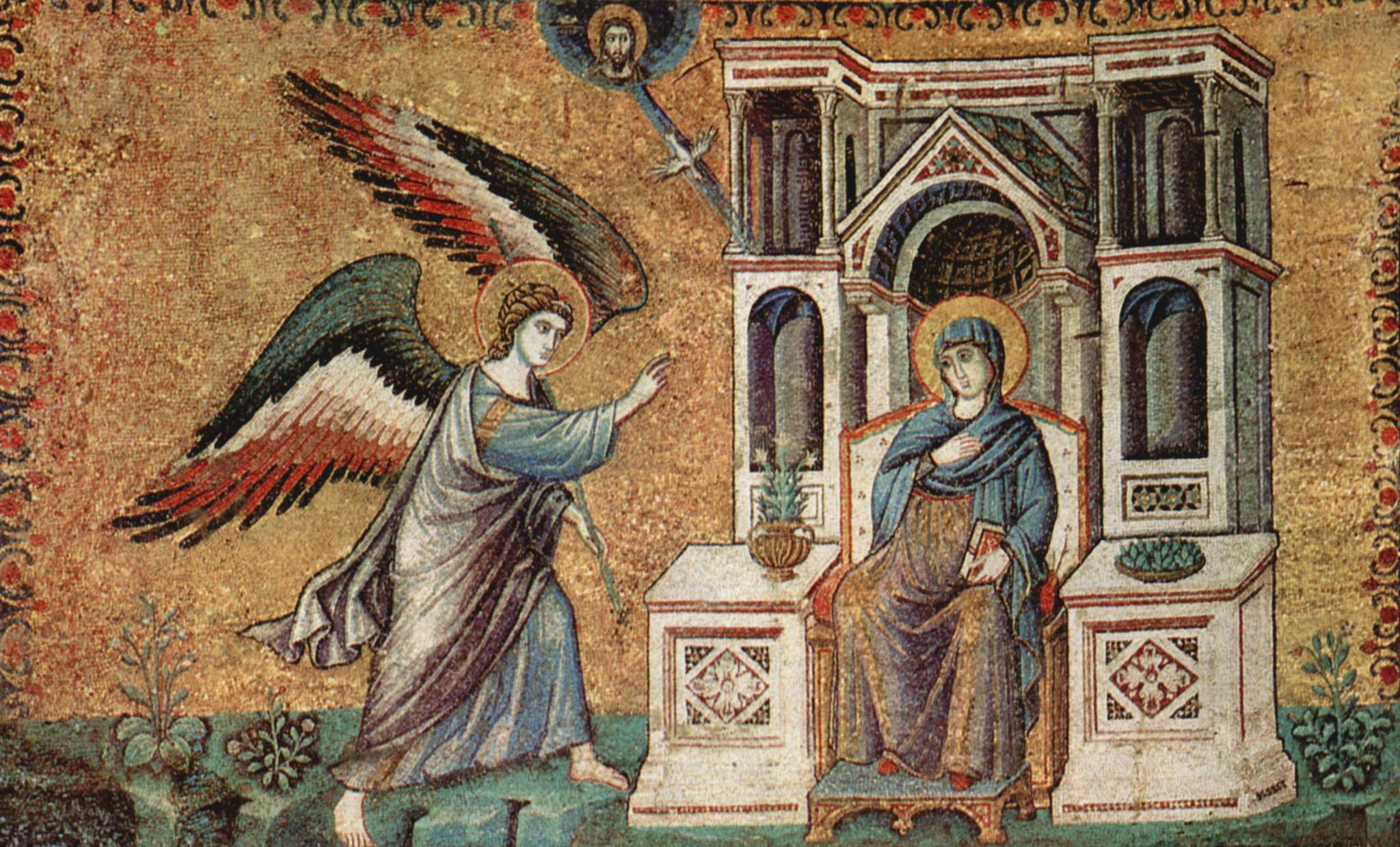
A Anunciação, em Santa Maria in Trastevere.

Pietro Cavallini (cerca de 1240 – 1330) foi um pintor italiano e criador de mosaicos no fim da Idade Média e consequentemente do que se pode chamar pré-renascimento, durante o período Trecento. Pouco se sabe sobre sua biografia, embora se saiba que ele era de Roma, visto que ele assinava como pictor romanus.

## Vida
A descoberta de seus afrescos em Roma em 1900 fez com que acontecesse uma revisão da tese de Giorgio Vasari, que tinha anteriormente estipulado que a pintura italiana tinha se originado exclusivamente em Florença.
Seu primeiro trabalho importante foram os ciclos de mosaico na Basílica de São Paulo fora dos Muros, com histórias dos Atos dos Apóstolos e do Antigo Testamento (1277-1285). Elas foram destruídas pelo fogo em 1823.
Seu "Julgamento Final", na Igreja de Santa Cecilia in Trastevere, em Roma, pintado em aproximadamente 1293 e considerada sua obra-prima, demonstra um estilo artístico conhecido como "Naturalismo romano". Este naturalismo vai influenciar o trabalho de artistas que trabalhavam em outras cidades italianas como Florença e Siena. Em Siena, a influência das formas romanas clássicas se combina com a herança artística bizantina da região e com a influência da pintura gótica do norte da Europa para formar o que se convencionou chamar de gótico internacional. Em Florença, a influência de formas romanas clássicas se combinou com a herança artística bizantina da região e levou a um interesse nas pinturas e esculturas volumétricas e naturalistas. Esse trabalho contrasta totalmente com o gótico, o gótico internacional e o estilo bizantino, que eram comparativamente planos e ornamentados.
A assim chamada escola romana, da qual Cavallini fez parte (e que Vasari desconsiderou), nasceu pelo fim do século XIII com a contribuição de pintores como Jacopo Torriti e Filippo Rusuti, que ainda estavam muito próximos e ligados à estática arte bizantina. Foi com Pietro Cavalli que a pintura se tornou mais natural, aproximando-se das obras de outro mestre: Cimabue.
Esse naturalismo é evidente na Basílica de São Francisco de Assis em Assis, construído nos últimos anos no século XIII para homenagear o recém-canonizado São Francisco e onde trabalharam vários artistas. Ainda não se sabe se Cavallini participou das obras ali, mas muitos dos afrescos lembram seu estilo. 
A partir de 1308, Cavallini trabalhou em Nápoles, na corte do Rei Carlos II de Nápoles, principalmente na Igreja de São Domingos Maior (1308) e na Igreja de Santa Maria di Donnaregina (1317), junto com seu amigo romano Filippo Rusuti. Ele voltou para Roma antes de 1325, começando a decoração externa da Basílica de São Paulo fora dos Muros em 1321, com uma série de mosaicos ao estilo bizantino.
Entre suas obras importantes, estão as Cenas da Vida de Maria (mosaicos na abside da Basílica de Santa Maria em Trastevere em Roma). As seis cenas foram feitas a pedido do cardeal Bertoldo Stefaneschi e os mosaicos foram elogiados pelo retrato naturalista da vida da Virgem, com a explícita influência de Cimabue e Duccio. Outra obra importante é O Julgamento Final, parte do ciclo de afrescos em Santa Cecilia in Trastevere, em Roma.
As pinturas na abside em São Jorge em Velabro, Roma, forma atribuídas a ele por causa da similaridade estilística em relação às pinturas em Trastevere. O mosaico na abside da Basílica de San Crisogono, na região de Trastevere, mostrando "Maria com São Sebastião e Crisógono, também é atribuída a Cavallini.

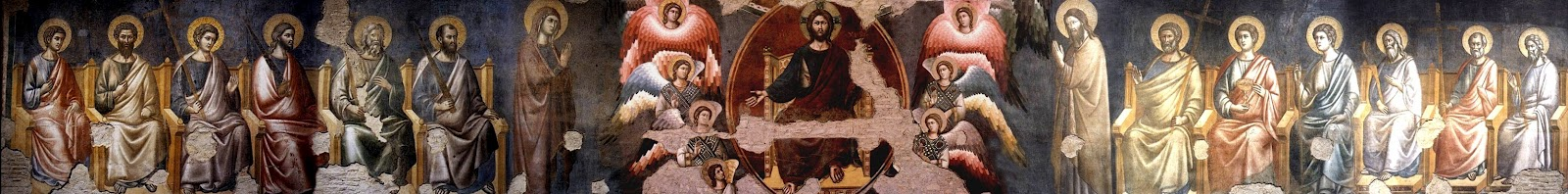
O Juízo Final, Igreja de Santa Cecília em Trastevere, em Roma, Itália

## Obras
Seus trabalhos incluem:
- Jael e Tisseran (data desconhecida), aquarela
- Cenas da vida de Maria (c. 1298), mosaicos na abside da Basílica de Santa Maria em Trastevere, em Roma. As seis cenas foram feitas por ordem de Bertoldo Stefaneschi, irmão do cardeal Giacomo Gaetani Stefaneschi, e incluem um retrato de doador dele. Esses mosaicos são elogiados por seu retrato realista e tentativas de perspectiva:[1][2][3][4][5]
  - Natividade da Virgem
  - Anunciação
  - O Nascimento de Jesus
  - Adoração dos Reis Magos
  - Apresentação no Templo
- O Juízo Final (1295-1298), parte do ciclo de afrescos em Santa Cecília em Trastevere, em Roma.

As pinturas da abside em San Giorgio al Velabro, Roma, foram atribuídas a ele com base na semelhança estilística com as pinturas de Trastevere.
O mosaico da abside da igreja de San Crisogono no distrito de Trastevere, representando a Maria com São Sebastião e Crisógonos, também é atribuído a Cavallini.
A Bíblia ilustrada de Clemente foi atribuída a Cavallini ou sua oficina.